# Góra Parkowa (Kudowa-Zdrój)
Góra Parkowa  (niem. Schlossberg, 477 m n.p.m.) – wzniesienie w południowo-zachodniej Polsce, w Sudetach Środkowych, w Górach Stołowych.	
Wzniesienie położone w środkowo-zachodniej części pasma Gór Stołowych, około 0,6 km na północny wschód od centrum miejscowości Kudowa-Zdrój, na północny wschód od Parku Zdrojowego.

## Fizjografia
Góra Parkowa stanowi rozciągnięte wzniesienie w kształcie małego grzbietu górskiego, o stromych południowych zboczach, górujące nad Kudową-Zdrój. Wzniesienie zbudowane z górnokredowych piaskowców. Wierzchołek i zbocza porośnięte częściowo dolnoreglowym lasem świerkowym z domieszką drzew liściastych. Południowo-zachodnie oraz południowe zbocza wzniesienia dość stromo opadają w kierunku Trzemeszna, nad którym położona jest Kudowa-Zdrój. Południowe zbocze wzniesienia stanowi przedłużenie Parku Zdrojowego osłaniające park i kurort od północy wzdłuż ulicy Moniuszki, na którym w XVIII wieku wytyczono pierwsze alejki spacerowe. Północne zbocze wzniesienia w niższych partiach zajmują nieużytki i łąki górskie z ciekawą roślinnością. Na południowym zboczu góry, na wysokości 440 m n.p.m., umiejscowiona jest drewniana altana widokowa zwana Altaną Miłości. W latach 70. XX wieku na szczycie wzniesienia wybudowano maszt Radiowo-Telewizyjnego Ośrodka Nadawczego o wysokości 88 m. Położenie góry nad miastem oraz jej kształt, maszt przekaźnika i wyraźnie wyniesiona część szczytowa czynią ją rozpoznawalną w terenie. U południowego podnóża położone są obiekty sanatoryjne i zabudowania miejskie.
Od południowego zachodu wzniesienie graniczy z Obniżeniem Kudowy.

## Inne
- Na zachodniej części grzbietu Góry Parkowej nazywanej Wzgórzem Kaplicznym usytuowany jest kościół ewangelicki pw. Chrystusa Pana, wzniesiony w 1798 r. w stylu późnobarokowym przez członków gminy braci czeskich. Przy kościele, na starym cmentarzu, stoi okazały klasycystyczny grobowiec hrabiego F.W. von Götzena.
- Nazwa zachodniej części góry Wzgórze Kapliczne pochodzi od kościoła usytuowanego na południowym zboczu wzniesienia.
- Wschodnia część grzbietu ze względu na urwisty charakter południowego zbocza nosi nazwę Urwisko Beaty.

## Turystyka
- Przez szczyt góry prowadzi szlak turystyczny:

 Pasterka – Błędne Skały – Pstrążna – Czermna – Góra Parkowa – Altana Miłości – Kudowa-Zdrój – Krucza Kopa – Darnków – Rozdroże pod Lelkową
- Góra Parkowa stanowi punkt widokowy z panoramą Kudowy i okolic.